# 디지캐럿 뇨!
디지캐럿 뇨!는 디지캐럿 시리즈의 2번째 작품이다. 이 시리즈는 데지코와 푸치코가 공주 훈련을 위해 지구로 여행하는 2명의 고양이 소녀로 나누어진다. 
104화 12분 에피소드는 매드하우스가 제작했고, 2003년 4월 6일부터 2004년 3월 28일까지 TV 도쿄에서 방영되었다. 대한민국에서는 《은하공주 디지캐럿》이라는 제목으로 2005년 7월 8일부터 2006년 1월 13일까지 KBS 2TV를 통해 방영되었다.

## 방송 일시
| 방송 채널 | 방송일                           | 방송 시간 |
| --------- | -------------------------------- | --------- |
| TV 도쿄   | 2003년 4월 6일 ~ 2004년 3월 28일 | 종료      |
| KBS 2TV   | 2005년 7월 8일 ~ 2006년 1월 13일 | 종료      |

## 줄거리
데지코(데이지)는 디지캐럿 행성의 공주이다. 데지코를 뛰어난 공주로 만들기위해서, 그녀의 어머니는 그녀를 지구로 데려다준다. 데지코가 너무 빨리 돌아오는 것을 막기위해, 어머니는 편도 여행을 하기에 충분한 연료로 우주선을 채우고있다. 지구에서 푸치코(푸치)와 안코로도가 케이크 가게에 머무르는 동안 데지코는 키요시(장난제), 오모차 야스시(장난형)와 함께 장난감 가게에 머무른다.

## 등장인물
- 데지코 (데이지)
- 푸치코 (푸치)
- 라비엔 로즈
- 게마

## 목소리 출연
- 사나다 아사미, (데지코)
- 사와시로 미유키, (푸치코)
- 히카미 쿄코, 라비엔 (로즈)
- 카메이 요시코, (게마)

- 이선 (데이지)
- 조진숙 (푸치)
- 차명화 (안보나)
- 구민선 (게마)
- 유동균 (장난형)
- 정현경 (장난제)
- 임은정 (단팥빵 할머니)
- 이호인 (단팥빵 할아버지)
- 민지
- (故)윤현정
- (故)김관진
- 홍진욱
- 임주현
- 김혜주

### 제작진
- 주제가 : 이선
- 엔딩 : 문지영
- 작사,작곡 : 문장곤
- 음악 : 제니스
- 그래픽 : 김경민
- 녹음 : 이의연
- 편집 : 김준석
- 번역 : 강윤미
- 연출 : 공승환
- 기획 : KBS
- 제작 : 브로콜리(2003)
- 우리말제작 : KBS미디어